# Liam McMahon
Liam McMahon, född 1976 i Nordirland, är en brittisk skådespelare.
Liam McMahon har bland annat medverkat i filmen Hunger. Han har även spelat en av huvudrollerna i den brittiska dramaserien The Hardacres.

## Filmografi (i urval)
- 2008 – Hunger
- 2024 – The Hardacres (TV-serie)